# Selmeston
Selmeston is een civil parish in het bestuurlijke gebied Wealden, in het Engelse graafschap East Sussex met 159 inwoners.